# کالیشکی
کالیشکی (به لاتین: Kałyški) یک منطقهٔ مسکونی در بلاروس است که در منطقه ویتبسک واقع شده‌است. کالیشکی ۷۳ نفر جمعیت دارد.